# 2014–2015-ös német labdarúgó-bajnokság (első osztály)
A 2014–2015-ös német labdarúgó-bajnokság - eredeti német nevén Fussball-Bundesliga - az 52. szezonja a Bundesligának. A szezon 2014. augusztus 22-én kezdődött és 2015. május 23-án ért véget. A bajnok a címvédő Bayern München lett, a második helyen a VfL Wolfsburg, a harmadikon a Borussia Mönchengladbach végzett. Kiesett a frissen feljutó SC Paderborn és a 2010 óta első osztályú SC Freiburg.

## Csapatok
A bajnokságon 18 csapat vesz részt. A tavalyi bajnokság bennmaradt 15 csapata (a 16. helyezett osztályzót játszik), és 2 csapat jutott be az első osztályba. A másodosztály első és második helyezettje (az 1. FC Köln és a SC Paderborn 07) feljutott a Bundesligába, viszont a harmadiknak osztályzót kellett játszania a Hamburger SV ellen, ahol a másodosztály harmadik helyezettje, a Greuther Fürth alulmaradt. Így a 2014-2015-ös szezonban induló csapatok a következők:

| - FC Bayern München - Borussia Dortmund - Schalke 04 - Bayer Leverkusen - VfL Wolfsburg - Borussia Mönchengladbach - FSV Mainz 05 - FC Augsburg - TSG 1899 Hoffenheim | - Hertha BSC - Hannover 96 - Werder Bremen - Eintracht Frankfurt - SC Freiburg - VfB Stuttgart - 1. FC Köln (2013–14-es 2. Bundesliga bajnok) - SC Paderborn 07 (2013–14-es 2. Bundesliga második) - Hamburger SV (az osztályozó győztese) |

## A csapatok adatai
| Csapat                   | Város           | Stadion                   | Befogadóképesség |
| ------------------------ | --------------- | ------------------------- | ---------------- |
| FC Augsburg              | Augsburg        | SGL arena                 | 30,660           |
| Bayer Leverkusen         | Leverkusen      | BayArena                  | 30,210           |
| Bayern München           | München         | Allianz Arena             | 71,000           |
| Borussia Dortmund        | Dortmund        | Signal Iduna Park         | 80,645           |
| Borussia Mönchengladbach | Mönchengladbach | Stadion im Borussia-Park  | 54,010           |
| Eintracht Frankfurt      | Frankfurt       | Commerzbank-Arena         | 51,500           |
| SC Freiburg              | Freiburg        | MAGE SOLAR Stadion        | 24,000           |
| Hamburger SV             | Hamburg         | Imtech Arena              | 57,000           |
| Hannover 96              | Hannover        | AWD-Arena                 | 49,000           |
| Hertha BSC               | Berlin          | Olimpiai Stadion          | 74,244           |
| TSG 1899 Hoffenheim      | Sinsheim        | Wirsol Rhein-Neckar-Arena | 30,150           |
| 1. FC Köln               | Köln            | RheinEnergieStadion       | 50,000           |
| 1. FSV Mainz 05          | Mainz           | Coface Arena              | 34,000           |
| SC Paderborn 07          | Paderborn       | Benteler Arena            | 15,000           |
| Schalke 04               | Gelsenkirchen   | Veltins-Arena             | 61,973           |
| VfB Stuttgart            | Stuttgart       | Mercedes-Benz Arena       | 60,441           |
| Werder Bremen            | Bréma           | Weserstadion              | 42,100           |
| VfL Wolfsburg            | Wolfsburg       | Volkswagen Arena          | 30,000           |

### Személyek és támogatók
2015. április 20. szerint
| Csapat                   | Vezetőedző                          | Csapatkapitány       | Mezgyártó | Mezszponzor        |
| ------------------------ | ----------------------------------- | -------------------- | --------- | ------------------ |
| FC Augsburg              | Markus Weinzierl                    | Paul Verhaegh        | Nike      | AL-KO              |
| Bayer Leverkusen         | Roger Schmidt                       | Simon Rolfes         | adidas    | LG                 |
| Bayern München           | Pep Guardiola                       | Philipp Lahm         | adidas    | Deutsche Telekom   |
| Borussia Dortmund        | Jürgen Klopp                        | Mats Hummels         | Puma      | Evonik             |
| Borussia Mönchengladbach | Lucien Favre                        | Filip Daems          | Kappa     | Postbank           |
| Eintracht Frankfurt      | Thomas Schaaf                       | Kevin Trapp          | Nike      | Alfa Romeo         |
| SC Freiburg              | Christian Streich                   | Julian Schuster      | Nike      | Ehrmann            |
| Hamburger SV             | Bruno Labbadia                      | Rafael van der Vaart | adidas    | Emirates           |
| Hannover 96              | Michael Frontzeck                   | Lars Stindl          | Jako      | Heinz von Heiden   |
| Hertha BSC               | Dárdai Pál & Rainer Widmayer (átm.) | Fabian Lustenberger  | Nike      | Deutsche Bahn      |
| TSG 1899 Hoffenheim      | Markus Gisdol                       | Andreas Beck         | Lotto     | SAP                |
| 1. FC Köln               | Peter Stöger                        | Mišo Brečko          | Erima     | REWE               |
| 1. FSV Mainz 05          | Martin Schmidt                      | Nikolče Noveski      | Nike      | Entega             |
| SC Paderborn 07          | André Breitenreiter                 | Uwe Hünemeier        | Saller    | kfzteile24         |
| Schalke 04               | Roberto di Matteo                   | Benedikt Höwedes     | adidas    | Gazprom            |
| VfB Stuttgart            | Huub Stevens                        | Christian Gentner    | Puma      | Mercedes-Benz Bank |
| Werder Bremen            | Viktor Szkripnik                    | Clemens Fritz        | Nike      | Wiesenhof          |
| VfL Wolfsburg            | Dieter Hecking                      | Diego Benaglio       | Kappa     | Volkswagen         |

### Vezetőedző váltás
| Csapat              | Távozó edző             | Ok               | Dátum                | Érkező                                  | Dátum                |
| ------------------- | ----------------------- | ---------------- | -------------------- | --------------------------------------- | -------------------- |
| Előszezon           |                         |                  |                      |                                         |                      |
| Eintracht Frankfurt | Armin Veh               | Lejárt szerződés | 2014. június 30.     | Thomas Schaaf                           | 2014. május 21.      |
| 1. FSV Mainz 05     | Thomas Tuchel           | Elküldték        | 2014. május 11.      | Kasper Hjulmand                         | 2014. május 15.      |
| Bayer Leverkusen    | Sascha Lewandowski      | Lejárt szerződés | 2014. június 30.     | Roger Schmidt                           | 2014. július 1.      |
| VfB Stuttgart       | Huub Stevens            | Lejárt szerződés | 2014. június 30.     | Armin Veh                               | 2014. július 1.      |
| 2014/15-ös szezon   |                         |                  |                      |                                         |                      |
| Hamburger SV        | Mirko Slomka            | Elküldték        | 2014. szeptember 15. | Josef Zinnbauer                         | 2014. szeptember 15. |
| Schalke 04          | Jens Keller             | Elküldték        | 2014. október 6.     | Roberto di Matteo                       | 2014. október 7.     |
| Werder Bremen       | Robin Dutt              | Elküldték        | 2014. október 25.    | Viktor Szkripnik                        | 2014. október 26.    |
| VfB Stuttgart       | Armin Veh               | Lemondott        | 2014. november 24.   | Huub Stevens                            | 2014. november 25.   |
| Hertha BSC          | Jos Luhukay             | Elküldték        | 2015. február 5.     | Dárdai Pál & Rainer Widmayer (átmeneti) | 2015. február 5.     |
| 1. FSV Mainz 05     | Kasper Hjulmand         | Elküldték        | 2015. február 17.    | Martin Schmidt                          | 2015. február 17.    |
| Hamburger SV        | Josef Zinnbauer         | Elküldték        | 2015. március 22.    | Peter Knäbel (átmeneti)                 | 2015. március 22.    |
| Hamburger SV        | Peter Knäbel (átmeneti) | Lejárt próbaidő  | 2015. április 15.    | Bruno Labbadia                          | 2015. április 15.    |
| Hannover 96         | Tayfun Korkut           | Elküldték        | 2015. április 20.    | Michael Frontzeck                       | 2015. április 20.    |

## Tabella
| #   | Csapat                   | M  | GY | D  | V  | G+ – G– | GK  | P                                                       | Megjegyzések                               |
| --- | ------------------------ | -- | -- | -- | -- | ------- | --- | ------------------------------------------------------- | ------------------------------------------ |
| 1.  | Bayern München CV (B)    | 34 | 25 | 4  | 5  | 80–18   | +62 | 79                                                      | 2015–2016-os Bajnokok Ligája – csoportkör  |
| 2.  | VfL Wolfsburg (KGY)      | 34 | 20 | 9  | 5  | 72–38   | +34 | 69                                                      | 2015–2016-os Bajnokok Ligája – csoportkör  |
| 3.  | Borussia Mönchengladbach | 34 | 19 | 9  | 6  | 53–26   | +27 | 66                                                      | 2015–2016-os Bajnokok Ligája – csoportkör  |
| 4.  | Bayer Leverkusen         | 34 | 17 | 10 | 7  | 62–37   | +25 | 61                                                      | 2015-2016-os Bajnokok Ligája – rájátszás   |
| 5.  | FC Augsburg              | 34 | 15 | 4  | 15 | 43–43   | 0   | 49                                                      | 2015–2016-os Európa-liga – csoportkör      |
| 6.  | Schalke 04               | 34 | 13 | 9  | 12 | 42–40   | +2  | 48                                                      | 2015–2016-os Európa-liga – rájátszás       |
| 7.  | Borussia Dortmund        | 34 | 13 | 7  | 14 | 47–42   | +5  | 46                                                      | 2015–2016-os Európa-liga – 3. selejtezőkör |
| 8.  | 1899 Hoffenheim          | 34 | 12 | 8  | 14 | 49–55   | −6  | 44 \| rowspan="8" style="background-color: #fafafa;" \| |                                            |
| 9.  | Eintracht Frankfurt      | 34 | 11 | 10 | 13 | 56–62   | −6  | 43                                                      |                                            |
| 10. | Werder Bremen            | 34 | 11 | 10 | 13 | 50–65   | −15 | 43                                                      |                                            |
| 11. | Mainz 05                 | 34 | 9  | 13 | 12 | 45–47   | −2  | 40                                                      |                                            |
| 12. | 1. FC Köln Ú             | 34 | 9  | 13 | 12 | 34–40   | −6  | 40                                                      |                                            |
| 13. | Hannover 96              | 34 | 9  | 10 | 15 | 40–56   | −16 | 37                                                      |                                            |
| 14. | VfB Stuttgart            | 34 | 9  | 9  | 16 | 42–60   | −18 | 36                                                      |                                            |
| 15. | Hertha BSC               | 34 | 9  | 8  | 17 | 36–52   | −16 | 35                                                      |                                            |
| 16. | Hamburger SV             | 34 | 9  | 8  | 17 | 25–50   | −25 | 35                                                      | Osztályozó                                 |
| 17. | SC Freiburg (K)          | 34 | 7  | 13 | 14 | 36–47   | −11 | 34                                                      | 2. Fußball-Bundesliga                      |
| 18. | SC Paderborn 07 Ú (K)    | 34 | 7  | 10 | 17 | 31–65   | −34 | 31                                                      | 2. Fußball-Bundesliga                      |

Utolsó frissítés: 2015. május 23. 
Forrás: bundesliga.de (németül) 
A rangsorolás alapszabályai: 1. összpontszám, 2. egymás elleni eredmények összpontszáma, 3. gólkülönbség, 4. szerzett gólok száma.
(B): Bajnokcsapat, (K): Kieső csapat, (F): Feljutó csapat, (I): Kupainduló, (R): A rájátszás győztese, (KGY): Kupagyőztes

## Mérkőzések fordulónként
| Bundesliga 2014/15 Frissítve: 2015. május 23. | BAY | WOB | MGL | LEV | AUG | S04 | DOR | HOF | FRA | BRE | MAI | KÖL | H96 | STU | BSC | HSV | FRE | SCP |
| Bayern München                                |     | 2:1 | 0:2 | 1:0 | 0:1 | 1:1 | 2:1 | 4:0 | 3:0 | 6:0 | 2:0 | 4:1 | 4:0 | 2:0 | 1:0 | 8:0 | 2:0 | 4:0 |
| VfL Wolfsburg                                 | 4:1 |     | 1:0 | 4:1 | 1:0 | 1:1 | 2:1 | 3:0 | 2:2 | 2:1 | 3:0 | 2:2 | 2:2 | 3:1 | 2:1 | 2:0 | 3:0 | 1:1 |
| Borussia Mönchengladbach                      | 0:0 | 1:0 |     | 3:0 | 1:3 | 4:1 | 3:1 | 3:1 | 1:3 | 4:1 | 1:1 | 1:0 | 2:0 | 1:1 | 3:2 | 1:0 | 1:0 | 2:0 |
| Bayer 04 Leverkusen                           | 2:0 | 4:5 | 1:1 |     | 1:0 | 1:0 | 0:0 | 2:0 | 1:2 | 3:3 | 0:0 | 5:1 | 4:0 | 4:0 | 4:2 | 4:0 | 1:0 | 2:2 |
| FC Augsburg                                   | 0:4 | 1:0 | 3:1 | 2:2 |     | 0:0 | 2:3 | 3:1 | 2:2 | 4:2 | 0:2 | 0:0 | 1:2 | 2:1 | 1:0 | 3:1 | 2:0 | 3:0 |
| FC Schalke 04                                 | 1:1 | 3:2 | 1:0 | 0:1 | 1:0 |     | 2:1 | 3:1 | 2:2 | 1:1 | 4:1 | 1:2 | 1:0 | 3:2 | 2:0 | 0:2 | 0:0 | 1:0 |
| Borussia Dortmund                             | 0:1 | 2:2 | 1:0 | 0:2 | 0:1 | 3:0 |     | 1:0 | 2:0 | 3:2 | 4:2 | 0:0 | 0:1 | 2:2 | 2:0 | 0:1 | 3:1 | 3:0 |
| TSG 1899 Hoffenheim                           | 0:2 | 1:1 | 1:4 | 0:1 | 2:0 | 2:1 | 1:1 |     | 3:2 | 1:2 | 2:0 | 3:4 | 4:3 | 2:1 | 2:1 | 3:0 | 3:3 | 1:0 |
| Eintracht Frankfurt                           | 0:4 | 1:1 | 0:0 | 2:1 | 0:1 | 1:0 | 2:0 | 3:1 |     | 5:2 | 2:2 | 3:2 | 2:2 | 4:5 | 4:4 | 2:1 | 1:0 | 4:0 |
| SV Werder Bremen                              | 0:4 | 3:5 | 0:2 | 2:1 | 3:2 | 0:3 | 2:1 | 1:1 | 1:0 |     | 0:0 | 0:1 | 3:3 | 2:0 | 2:0 | 1:0 | 1:1 | 4:0 |
| 1. FSV Mainz 05                               | 1:2 | 1:1 | 2:2 | 2:3 | 2:1 | 2:0 | 2:0 | 0:0 | 3:1 | 1:2 |     | 2:0 | 0:0 | 1:1 | 0:2 | 1:2 | 2:2 | 5:0 |
| 1. FC Köln                                    | 0:2 | 2:2 | 0:0 | 1:1 | 1:2 | 2:0 | 2:1 | 3:2 | 4:2 | 1:1 | 0:0 |     | 1:1 | 0:0 | 1:2 | 0:0 | 0:1 | 0:0 |
| Hannover 96                                   | 1:3 | 1:3 | 0:3 | 1:3 | 2:0 | 2:1 | 2:3 | 1:2 | 1:0 | 1:1 | 1:1 | 1:0 |     | 1:1 | 1:1 | 2:0 | 2:1 | 1:2 |
| VfB Stuttgart                                 | 0:2 | 0:4 | 0:1 | 3:3 | 0:1 | 0:4 | 2:3 | 0:2 | 3:1 | 3:2 | 2:0 | 0:2 | 2:0 |     | 0:0 | 2:1 | 2:2 | 2:1 |
| Hertha BSC                                    | 0:1 | 1:0 | 1:2 | 0:1 | 1:0 | 2:2 | 1:0 | 0:5 | 0:0 | 2:2 | 1:3 | 0:0 | 0:2 | 3:2 |     | 3:0 | 0:2 | 2:0 |
| Hamburger SV                                  | 0:0 | 0:2 | 1:1 | 1:0 | 3:2 | 2:0 | 0:0 | 1:1 | 1:2 | 2:0 | 2:1 | 0:2 | 2:1 | 0:1 | 0:1 |     | 1:1 | 0:3 |
| SC Freiburg                                   | 2:1 | 1:2 | 0:0 | 0:0 | 2:0 | 2:0 | 0:3 | 1:2 | 4:1 | 0:1 | 2:3 | 1:0 | 2:2 | 1:4 | 2:2 | 0:0 |     | 1:2 |
| SC Paderborn 07                               | 0:6 | 1:3 | 1:2 | 0:3 | 2:1 | 1:2 | 2:2 | 0:0 | 3:1 | 2:2 | 2:2 | 0:0 | 2:0 | 1:2 | 3:1 | 0:3 | 1:1 |     |

## Osztályozó
| 2015. május 28. 20:30 (CEST) |

| Hamburger SV | 1–1               | Karlsruher SC |
| ------------ | ----------------- | ------------- |
| Iličević 73' | (0–1) Jegyzőkönyv | Hennings 4'   |

| Imtech Arena, Hamburg Nézőszám: 56 615 Játékvezető: Deniz Aytekin (német) |

| 2015. június 1. 19:00 (CEST) |

| Karlsruher SC | 1–2 (h. u.)                 | Hamburger SV           |
| ------------- | --------------------------- | ---------------------- |
| Yabo 78'      | (0–0, 1–1, 1–1) Jegyzőkönyv | Díaz 90+1' Müller 115' |

| Wildparkstadion, Karlsruhe Nézőszám: 27 500 Játékvezető: Manuel Gräfe (német) |

Az osztályozó nyertese 3:2-es összesítéssel a Hamburger SV, mely így bennmaradt az első osztályban.

## Statisztikák
| Helyezés | Játékos                   | Klub                | Gól |
| -------- | ------------------------- | ------------------- | --- |
| 1.       | Alexander Meier           | Eintracht Frankfurt | 19  |
| 2.       | Arjen Robben              | Bayern München      | 17  |
| 2.       | Robert Lewandowski        | Bayern München      | 17  |
| 4.       | Pierre-Emerick Aubameyang | Borussia Dortmund   | 16  |
| 4.       | Bas Dost                  | VfL Wolfsburg       | 16  |
| 6.       | Thomas Müller             | Bayern München      | 13  |
| 6.       | Franco di Santo           | Werder Bremen       | 13  |
| 8.       | Karim Bellarabi           | Bayer Leverkusen    | 12  |
| 8.       | Okazaki Sindzsi           | Mainz 05            | 12  |
| 8.       | Raffael                   | Mönchengladbach     | 12  |

| Helyezés | Játékos          | Klub             | Gólpassz |
| -------- | ---------------- | ---------------- | -------- |
| 1.       | Kevin De Bruyne  | VfL Wolfsburg    | 21       |
| 2.       | Thomas Müller    | Bayern München   | 15       |
| 2.       | Zlatko Junuzović | Werder Bremen    | 15       |
| 4.       | Jonathan Schmid  | SC Freiburg      | 11       |
| 5.       | Roberto Firmino  | 1899 Hoffenheim  | 10       |
| 6.       | Franck Ribéry    | Bayern München   | 9        |
| 6.       | Gonzalo Castro   | Bayer Leverkusen | 9        |
| 6.       | Karim Bellarabi  | Bayer Leverkusen | 9        |
| 6.       | Max Kruse        | Mönchengladbach  | 9        |
| 6.       | Valentin Stocker | Hertha BSC       | 9        |

## A bajnok csapat és az év játékosa
|         | BAYERN MÜNCHEN 2014/15 24. Bundesliga bajnoki cím - 25. német bajnoki cím | |
| Kapusok | Manuel Neuer (32); Pepe Reina (3); Tom Starke (0) | Manuel Neuer (32); Pepe Reina (3); Tom Starke (0) |
| Védők   | Juan Bernat (31/1); Dante (27/0); Jérôme Boateng (27/0); Rafinha (26/0); David Alaba (19/2); Mehdi Benatija (15/1); Mitchell Weiser (13/1); Holger Badstuber (10/0); Javi Martínez (1/0) | Juan Bernat (31/1); Dante (27/0); Jérôme Boateng (27/0); Rafinha (26/0); David Alaba (19/2); Mehdi Benatija (15/1); Mitchell Weiser (13/1); Holger Badstuber (10/0); Javi Martínez (1/0) |
| Középp. | Mario Götze (32/9); Xabi Alonso (26/2); Sebastian Rode (23/2); Arjen Robben (21/17); Philipp Lahm (20/2); Bastian Schweinsteiger (20/5); Franck Ribéry (15/5); Xherdan Shaqiri (9/1); Gianluca Gaudino (8/0); Pierre Højbjerg (8/0); Thiago Alcántara (7/0); Rico Strieder (1/0); Lukas Görtler (1/0); Julian Green (0/0); Joshua Kimmich (0/0) | Mario Götze (32/9); Xabi Alonso (26/2); Sebastian Rode (23/2); Arjen Robben (21/17); Philipp Lahm (20/2); Bastian Schweinsteiger (20/5); Franck Ribéry (15/5); Xherdan Shaqiri (9/1); Gianluca Gaudino (8/0); Pierre Højbjerg (8/0); Thiago Alcántara (7/0); Rico Strieder (1/0); Lukas Görtler (1/0); Julian Green (0/0); Joshua Kimmich (0/0) |
| Támadók | Thomas Müller (32/13); Robert Lewandowski (31/17); Claudio Pizarro (13/0); Sinan Kurt (1/0); Patrick Weihrauch (0/0) | Thomas Müller (32/13); Robert Lewandowski (31/17); Claudio Pizarro (13/0); Sinan Kurt (1/0); Patrick Weihrauch (0/0) |
| Edző    | Pep Guardiola | forrás |

| Fußballer des Jahres Az év német - vagy Németországban játszó - futballistája a német labdarúgó szakújságírók szavazása alapján |
| |
| Kevin De Bruyne VfL Wolfsburg                                                                                                   |

## Az idény álomcsapata
| Az idény 11-e Fährmann Boateng Naldo Stranzl Alaba Castro Robben De Bruyne Caligiuri Kruse Dost | Az idény álomcsapata a Kicker - német sportmagazin - osztályzatai alapján. Az álomcsapat 3-2-3-2-es felállás alapján készült, a saját posztjukon legjobb értékelést kapott játékosok neveit tartalmazza. A játékosok minden mérkőzés után 1-5-ig kapnak értékelést, ahol az 1-es a legjobb érdemjegy. A játékosok melletti számok az összesített eredményt tartalmazzák. - Kapus: Ralf Fährmann (Schalke 04, 2,54) - Hátvédek: Jérôme Boateng (Bayern München, 2,83), Naldo (VfL Wolfsburg, 2,98), Martin Stranzl (Borussia Mönchengladbach, 2,69) - Középpálya: Gonzalo Castro (Bayer Leverkusen, 2,90), David Alaba (Bayern München, 3,00) - Támadó középpálya: Arjen Robben (Bayern München, 2,16), Kevin De Bruyne (VfL Wolfsburg, 2,74), Daniel Caligiuri (VfL Wolfsburg, 2,95) - Csatárok: Bas Dost (VfL Wolfsburg, 2,97), Max Kruse (Borussia Mönchengladbach, 3,00) Az idény legjobb játékosa a Kicker osztályzatai alapján: Arjen Robben (Bayern München, 2,16) |
| Az idény 11-e                                                                                   | |
| Fährmann Boateng Naldo Stranzl Alaba Castro Robben De Bruyne Caligiuri Kruse Dost               | |
|                                                                                                 | |

## Lásd még
- 2014–2015-ös DFB-Pokal
- 2014–2015-ös Bundesliga 2